# 被治者的同意
被治者的同意（英語：the consent of the governed）在政治哲学中，“被统治者同意”一词是指政府使用国家权力的合法性和道义权利，只有在得到行使该政治权力的人民或社会的同意时才具有正当性和合法性； 源於约翰·洛克的政治理論。这种执政权力需要“被治者的同意”理论在历史上与国王的神圣权利形成对比，并且经常被用来反对殖民主义的合法性。
19世紀的經濟自由主義政治架構下，政府是一公民社會，由「被治者的同意」所建立，政府需在法律下提供自由及保護人民。

## 合法性與憲法
宪法学原理中，作為政治哲学领域的基本概念，合法性包含了被治者的同意，也就是「政府的正当存在必须以公民的普遍认同和自愿服从为基础」，而因為這個「政府的构成必须以取得人民的同意」前題，政府行為能力需具「有限性」，以保障其政治合法性。
從英國大憲章至聯合國科索沃決議案，治者應獲得被治者同意是人權史中的主張之一。

### 英國大憲章
英國大憲章承認，政府應建立在統治者和被統治者簽訂的協議和契約之基礎上，僅管這契約的簽訂僅限於少數臣民，未包括英國大都都人民，但的確展示協議為政府統治正統性的基礎。
許多關於憲法的原則，是自英國大憲章萌芽，如北美十三殖民地後來主張，非經「王國內的共同協商」不得開徵殖民地稅，無代表，不納稅。

### 美國獨立宣言
美國獨立宣言主張政府的正當性力量來自於「被治者的同意」，意思是政府的目標是保護人民權利，而只有是建立在人民同意之上的政府型態才是具有正當性的。

## 網絡維權
麥康瑞（Rebecca MacKinnon）出版一書書名為「連線者的同意」（Consent of the Networked），主張網絡的權力必須來自於用戶本身，以師濤事件等等來說明，網路自由已有被威權政府及跨國公司侵犯的問題，經網絡自由及人權倡儀者的努力，來對網路公司的產品和服務進行內部的人權風險評鑑（Human Rights Risk Assessment），例如雅虎要在越南推出越南文的網誌服務，經評鑑後把伺服器計劃轉放在新加坡，以免政府干預。